# Profesor Thorton
El Profesor Andre Thorton (nombre real Truett Hudson; también conocido como El Profesor) es un personaje ficticio que aparece en los cómics estadounidenses publicados por Marvel Comics. Es un enemigo de Wolverine y participó en su origen.

## Historial de publicaciones
El Profesor Thorton apareció por primera vez en Marvel Comics Presents # 73 y fue creado por Barry Windsor-Smith.

## Biografía ficticia
En 1972, casi veinte años antes de que Logan se involucrara románticamente y fuera secuestrado con Zorra Plateada en el albergue de nieve de Windsor, el profesor Thorton experimentó con numerosos mutantes, incluidos Sabretooth y Mastodon. Contrató a Carol Hines como su asistente y al científico Abraham Cornelius. Sus experimentos con Wolverine son responsables de su esqueleto con cordones de adamantium. También está relacionado con la creación de Alpha Flight para desarrollar supersoldados para el gobierno de Estados Unidos. Durante el proceso de atar adamantium, el trauma físico hace que Wolverine regrese a un comportamiento animal violento, propenso a atacar a cualquiera que se acerque. En un momento, el misterioso "maestro" de Thorton toma el control de Wolverine y lo hace atacar a todos en la instalación, cortando la mano derecha del profesor Thorton y matándolo. Aunque una escena final aclara al lector que se trata de una simulación en realidad virtual de un intento de fuga de Wolverine, en apariciones posteriores, Thorton tiene un gancho de metal en lugar de su mano derecha.
Años más tarde, el profesor Thorton y Carol Hines atraen a Wolverine a un almacén abandonado en Canadá que alguna vez fue el lugar secreto del programa Arma X. Con el nombre en clave de Proyecto X, Wolverine descubre que Arma X fue financiado por la CIA y protegido en Canadá. El profesor Thorton activa un androide robótico llamado Shiva que está programado para destruir a todos los sujetos de prueba del Proyecto X comenzando con Wolverine. Se revela que Zorra Plateada (que trabaja para otra organización secreta llamada HYDRA) está detrás de todo el plan y da un paso adelante para interrogar al profesor Thorton a punta de pistola. Él intenta arrebatarle el arma a Zorra Plateada y ella le dispara fatalmente.
Se demostró que Romulus tenía el control del Arma X y le dio órdenes a Truett tanto observando a Wolverine como inconsciente. Aunque se afirma que Romulus había conocido a Logan en una vida pasada, no está claro si sabía de Logan cuando era joven y vivía en la finca Howlett. Si lo hizo, entonces habría sabido de la conexión de Truett con Logan.

## Otras versiones
- Una versión del Profesor (aunque loco) aparece en las páginas de Mutante X, pero es asesinado por el Capitán América.[8]
- En un número de What If que pregunta "¿Qué pasaría si Logan combatiera con el Arma X?", El profesor Thorton estuvo presente cuando el ex Mountee y Marine Guy Desjardins pasó por el proceso de vinculación de Adamantium después de que los soldados de Arma X no lograran capturar a Logan.[9]
- El profesor aparece en Wolverine: The End en un flashback. Zorra Plateada no lo mató y está viviendo sus ricos días en una playa desconocida.[10]

## En otros medios

### Televisión
- El Profesor Thorton aparece por primera vez en el episodio de X-Men, "Repo Man", y luego en imágenes reutilizadas de este episodio en "Out of Time" de dos partes. También aparece en "Weapon X, Lies & Videotape". Su actor de voz no estaba acreditado.
- El Profesor Thorton aparece en el episodio de X-Men: Evolution, "Grim Reminder", con la voz de Campbell Lane.
- El Profesor Thorton aparece en Wolverine y los X-Men, con la voz de Tom Kane.
- Tom Kane repite su papel del Profesor Thorton que aparece en el episodio de The Avengers: Earth's Mightiest Heroes, "Behold ... The Vision". Él es el jefe de una instalación de Arma X cuando Visión ataca en busca de Adamantium para Ultron.

### Película
- El Profesor Thorton apareció en la parte de Wolverine de Hulk Vs., con la voz de Tom Kane. En la película, Thorton planea que los científicos de Arma X le laven el cerebro a Hulk y lo conviertan en parte del Equipo X de Arma X, que consistía en Sabretooth, Deadpool, Lady Deathstrike y Omega Red. Estuvo presente cuando Wolverine también fue capturado y anunció que hará que los científicos de Arma X borren sus recuerdos nuevamente. El profesor Thorton es luego cortado en la espalda por Sabretooth.

### Videojuegos
- El Profesor Thorton apareció en X2: Wolverine's Revenge, con la voz de Don Morrow. Después de que Arma X se libera siguiendo el procedimiento de unión de Adamantium, se enfrenta al profesor Thorton que lo restringe a punta de garra mientras le dice a Abraham Cornelius y Carol Hines que se vayan. El profesor Thorton revela que a todos los sujetos de Arma X se les implantó un virus latente y mortal conocido como la "Cepa Shiva" como un dispositivo a prueba de fallos. También revela que el virus mataría a un humano normal en un año, pero no tiene idea de cuánto tiempo mataría a un mutante humano. El profesor Thorton no se vuelve a ver después de esa escena.
- El Profesor Thorton apareció en X-Men Legends, con la voz de Earl Boen (aunque los créditos lo enumeran como "Doctor"). Se lo ve en el nivel de flashback de Wolverine que mostraba a Wolverine escapando de las instalaciones de Arma X.

### Homenajes
- El Profesor Farnsworth de Futurama comparte un parecido con el profesor Thorton.